# 최아란
최아란(한국 한자: 崔雅蘭, 1962년 11월 14일 ~ )은 대한민국의 여성 연극배우, 연기자, 성우, 영화배우이다. 본관은 수원(水原).

## 생애
1981년 연극배우로 첫 데뷔하였고 1984년 MBC 문화방송 특채로 텔레비전 연기자 데뷔하였으며 1986년 KBS 한국방송공사 공채 20기 성우로 데뷔하였고 1992년 SBS 서울방송 공채 2기 탤런트로 정식 데뷔하였으며 이후 성우와 연기자와 연극배우로 활동하였고 2010년 영화 《친정엄마》의 단역으로 영화배우 데뷔하였다.
현재는 한국연극협회 소속 회원이기도 하다.

## 출연작

### 연극
- 1981년 《리어 왕》 ... 코델리아 공주 역(여자 주연)
- 1982년 《젊은 베르테르의 슬픔》 ... 샤를로테 부프 역(여자 주연)
- 1983년 《약한 자의 슬픔》 ... 엘리자베스 역(주연)

### 텔레비전 드라마
- 1984년 MBC 《조선 왕조 오백년 - 설중매》 ... 영응대군 정부인 해주 정씨[1] 역(단역)
- 1988년 KBS 《조선 백자 마리아상》 ... (단역)
- 1992년 SBS 《두려움 없는 사랑》 ... (단역)

### 영화
- 2010년 《친정엄마》 ... (단역)

## 가족 관계
- 할아버지 : 최춘빈
- 할머니 :  지명순
- 아버지 : 최만린 (1935년 10월 3일 ~ 2020년 11월 17일)
- 어머니 : 김소원 (1935년 6월 28일 ~ )
- 오빠 : 최아사 (1960년 ~ )